# モジュールレイアウト

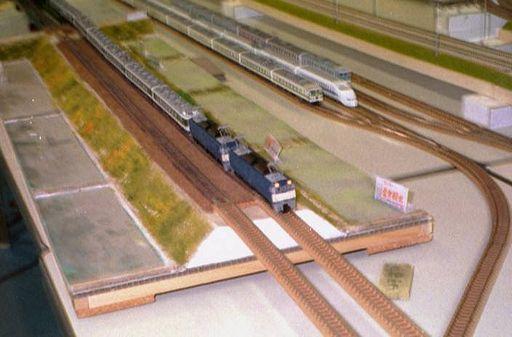
モジュールレイアウト

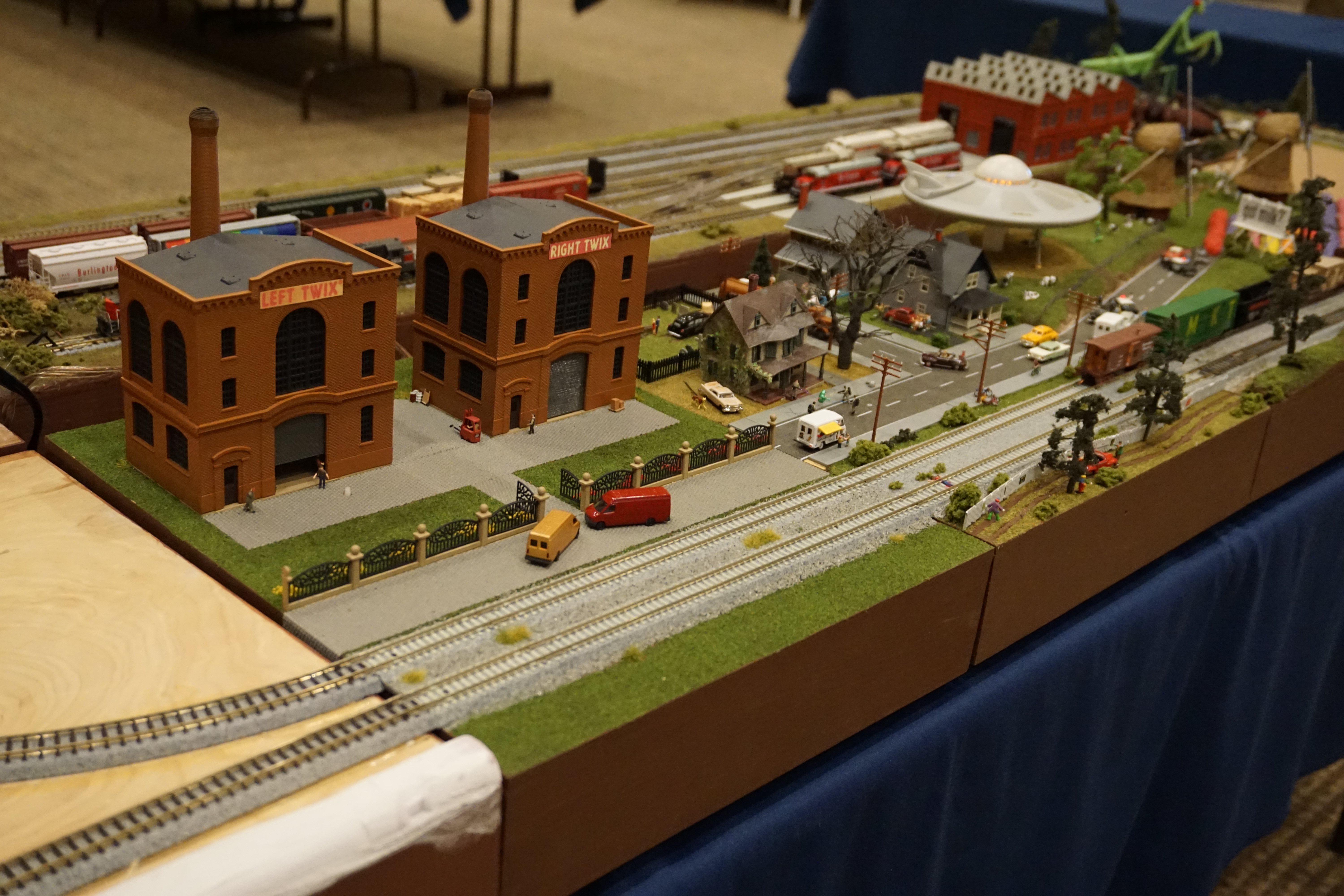
T-Trak規格のモジュールレイアウト

モジュールレイアウトとは、鉄道模型のレイアウト形態のひとつ。集合式レイアウトとも呼ばれる。

## 総説

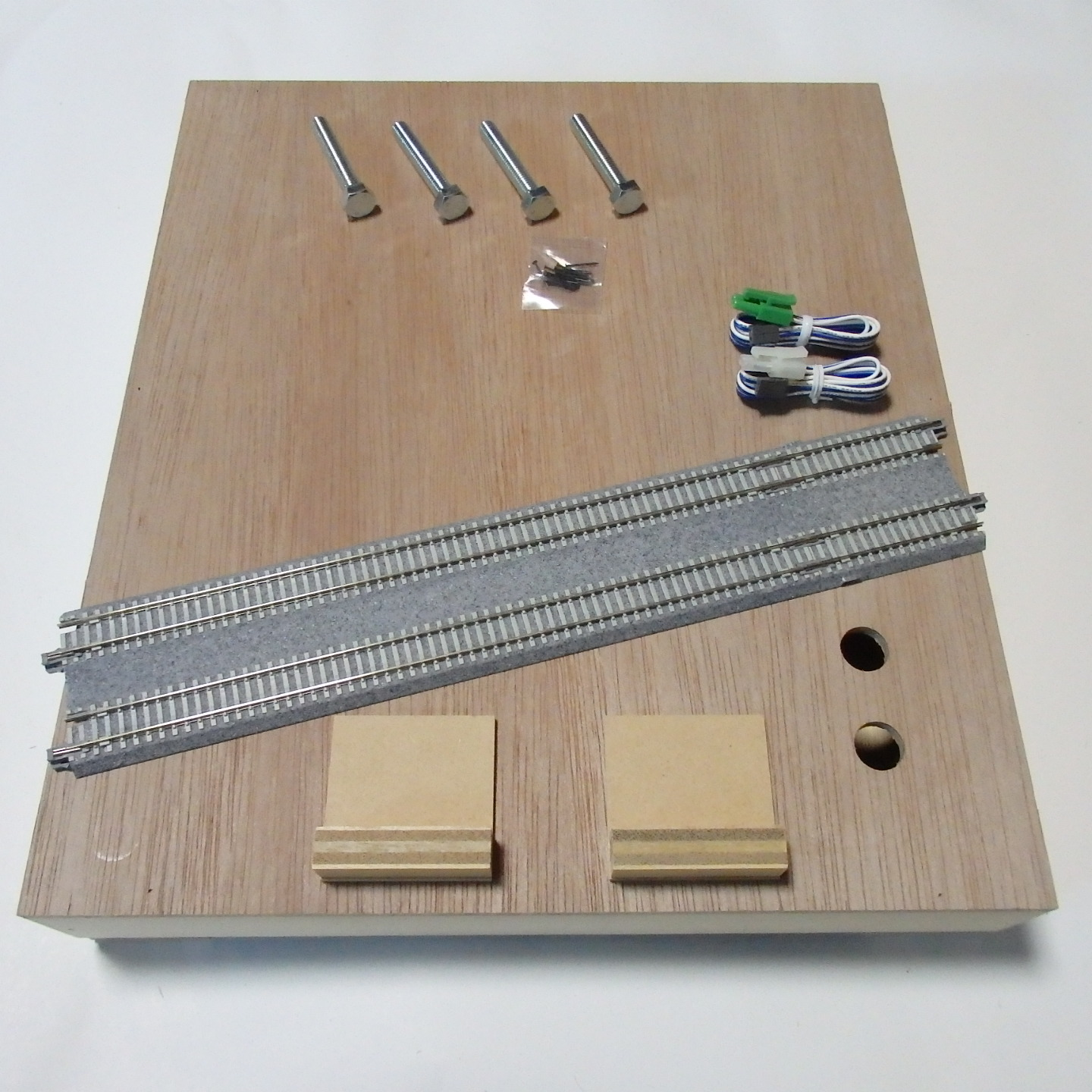
KATO（ホビーセンターカトー）が販売するT-Trakのシングルサイズ規格のモジュールキット

一定の規格にしたがって作られた「モジュール（Module）」と呼ばれるボード同士をいくつも連結することにより、一つのレイアウトとなるものをモジュールレイアウトと呼ぶ。モジュール同士は自由に組み合わせる事が可能で、組み合わせる個数によってあらゆる大きさ、プランのレイアウトを楽しむことができる。
鉄道模型メーカーの線路規格と合わせた規格であれば、既製品の線路との組み合わせも可能であり、モジュールレイアウト1個と既製品の線路でエンドレスレイアウトを作成できるので手軽に楽しむことができる。
また、大型レイアウトに比べて収納や輸送、作成の手軽さの面でも優れている。
モジュールレイアウトと似たような形態を持つレイアウトに、「分割式レイアウト」がある。「分割式レイアウト」は特定のプランを持ったレイアウトを分割出来る構造で製作するレイアウトのことで、モジュールレイアウトのようにレイアウトの大きさやプランを自由に変えることが出来ない点が異なる。

## 歴史
モジュールレイアウトが普及するきっかけとなったのは、1973年にアメリカにおけるNゲージ用のモジュールレイアウト規格「NTRAK」規格の制定である。同名のグループも結成され運転会を開催するなど積極的な活動を行なった結果、NTRAK規格とともにモジュールレイアウトの概念も広く知られるところとなった。
日本においてもアメリカの動向を参考に独自の規格を制定して楽しむクラブが現れていたが、『鉄道模型趣味』誌上にて集合式 (＝モジュール式) レイアウトの概念やNTRAK規格を日本向けにアレンジしたNTRAK規格とも連結可能な「JANTRAK」規格が発表されると関心を持つファンが増加し、16番ゲージ向けやナローゲージ向け規格も作られた。なかでもNゲージでの製作例が多い。
また、日本では当初JANTRAK規格が主流だったが、後にトミックス、関水金属のメーカー規格、路面モジュール規格が制定され普及していった。その他にも鉄道模型クラブまたは愛好者個人による独自規格もある。
近年では欧米やアジア諸国で前述の路面モジュール規格を発展させたテーブルサイズのT-Trak規格が人気を集めている。